# Nižnetavdinskij rajon
Il Nižnetavdinskij rajon (in russo Нижнетавдинский район?) è un rajon dell'Oblast' di Tjumen', nella Russia asiatica.